# David Raum
David Raum, né le 22 avril 1998 à Nuremberg en Allemagne, est un footballeur international allemand qui évolue au poste d'arrière gauche au RB Leipzig.

## Biographie

### En club
Né à Nuremberg en Allemagne, David Raum est formé par Greuther Fürth, club avec lequel il commence sa carrière professionnelle.
David Raum rejoint le TSG Hoffenheim à l'été 2021. Le joueur étant en fin de contrat en juin, il rejoint le club librement et le transfert est annoncé dès le 13 janvier 2021.
Alors qu'il est très courtisé durant l'été, David Raum rejoint le RB Leipzig le 31 juillet 2022. Il signe un contrat le liant au club jusqu'en juin 2027 et le transfert est estimé à 26 millions d'euros,.

### En équipe nationale
Avec les moins de 19 ans, il inscrit un but lors d'un match amical contre le Danemark en avril 2017. Il participe quelques mois plus tard au championnat d'Europe des moins de 19 ans 2017 organisé en Géorgie. Lors de cette compétition, il joue trois matchs, n'enregistrant qu'une seule victoire, face à la Bulgarie.
Avec les moins de 20 ans, il délivre une passe décisive contre l'Angleterre en novembre 2017.
En août 2021, David Raum est convoqué pour la première fois avec l'équipe nationale d'Allemagne par le sélectionneur Hansi Flick. Il honore sa première sélection lors de ce rassemblement le 5 septembre 2021 face à l'Arménie. Il entre en jeu à la place de Thilo Kehrer et son équipe s'impose par six buts à zéro.
Le 10 novembre 2022, il est sélectionné par Hansi Flick pour participer à la Coupe du monde 2022. Le 16 mai 2024, il fait partie d'une liste provisoire de 27 joueurs sélectionnés par Julian Nagelsmann en vue de préparer l'Euro 2024 , avant de se retrouver dans la liste définitive le 7 juin.

## Palmarès

### En club
Avec le SpVgg Greuther Fürth, David Raum est vice-champion de 2. Bundesliga en 2021. Avec le RB Leipzig, il remporte la Supercoupe d'Allemagne en 2023.

### En équipe nationale
Avec l'Allemagne espoirs, Raum remporte le championnat d'Europe espoirs en 2021.

## Statistiques
| Saison                | Club                  | Championnat           | Championnat | Championnat | Championnat | Coupe(s) nationale(s) | Coupe(s) nationale(s) | Coupe(s) nationale(s) | Supercoupe | Supercoupe | Supercoupe | Compétition(s) continentale(s) | Compétition(s) continentale(s) | Compétition(s) continentale(s) | Compétition(s) continentale(s) | Total | Total | Total |
| Saison                | Club                  | Division              | M.          | B.          | P.d.        | M.                    | B.                    | P.d.                  | M.         | B.         | P.d.       | Comp.                          | M.                             | B.                             | P.d.                           | M.    | B.    | P.d.  |
| 2016-2017             | SpVgg Greuther Fürth  | 2.Bundesliga          | 5           | 0           | 0           | -                     | -                     | -                     | -          | -          | -          | -                              | -                              | -                              | -                              | 5     | 0     | 0     |
| 2017-2018             | SpVgg Greuther Fürth  | 2.Bundesliga          | 20          | 1           | 3           | 2                     | 2                     | 0                     | -          | -          | -          | -                              | -                              | -                              | -                              | 22    | 3     | 3     |
| 2018-2019             | SpVgg Greuther Fürth  | 2.Bundesliga          | 16          | 1           | 1           | -                     | -                     | -                     | -          | -          | -          | -                              | -                              | -                              | -                              | 16    | 1     | 1     |
| 2019-2020             | SpVgg Greuther Fürth  | 2.Bundesliga          | 19          | 1           | 0           | -                     | -                     | -                     | -          | -          | -          | -                              | -                              | -                              | -                              | 19    | 1     | 0     |
| 2020-2021             | SpVgg Greuther Fürth  | 2.Bundesliga          | 34          | 1           | 13          | 3                     | 0                     | 1                     | -          | -          | -          | -                              | -                              | -                              | -                              | 37    | 1     | 14    |
| Sous-total            | Sous-total            | Sous-total            | 93          | 4           | 17          | 5                     | 2                     | 1                     | -          | -          | -          | -                              | -                              | -                              | -                              | 98    | 6     | 18    |
| 2021-2022             | TSG Hoffenheim        | Bundesliga            | 32          | 3           | 11          | 3                     | 0                     | 0                     | -          | -          | -          | -                              | -                              | -                              | -                              | 35    | 3     | 11    |
| 2022-2023             | RB Leipzig            | Bundesliga            | 28          | 0           | 2           | 4                     | 0                     | 0                     | -          | -          | -          | C1                             | 8                              | 0                              | 0                              | 40    | 0     | 2     |
| 2023-2024             | RB Leipzig            | Bundesliga            | 31          | 2           | 8           | 1                     | 0                     | 0                     | 1          | 0          | 0          | C1                             | 7                              | 1                              | 2                              | 40    | 3     | 10    |
| 2024-2025             | RB Leipzig            | Bundesliga            | 22          | 1           | 5           | 3                     | 0                     | 0                     | -          | -          | -          | C1                             | 4                              | 0                              | 0                              | 29    | 1     | 5     |
| 2025-2026             | RB Leipzig            | Bundesliga            | 0           | 0           | 0           | 1                     | 0                     | 0                     | -          | -          | -          | -                              | -                              | -                              | -                              | 1     | 0     | 0     |
| Sous-total            | Sous-total            | Sous-total            | 80          | 3           | 15          | 9                     | 0                     | 0                     | 1          | 0          | 0          | -                              | 19                             | 1                              | 2                              | 109   | 4     | 17    |
| Total sur la carrière | Total sur la carrière | Total sur la carrière | 205         | 10          | 43          | 16                    | 2                     | 1                     | 1          | 0          | 0          | -                              | 19                             | 1                              | 2                              | 241   | 13    | 46    |

### En sélection
| Saison                | Sélection             | Phases finales        | Phases finales | Phases finales | Phases finales | Éliminatoires | Éliminatoires | Éliminatoires | Ligue Nations | Ligue Nations | Ligue Nations | Matchs amicaux | Matchs amicaux | Matchs amicaux | Total | Total | Total |
| Saison                | Sélection             | Compétition           | M              | B              | Pd             | M             | B             | Pd            | M             | B             | Pd            | M              | B              | Pd             | M     | B     | Pd    |
| --------------------- | --------------------- | --------------------- | -------------- | -------------- | -------------- | ------------- | ------------- | ------------- | ------------- | ------------- | ------------- | -------------- | -------------- | -------------- | ----- | ----- | ----- |
| 2021-2022             | Allemagne             | -                     | -              | -              | -              | 3             | 0             | 0             | 4             | 0             | 1             | 2              | 0              | 1              | 9     | 0     | 2     |
| 2022-2023             | Allemagne             | Coupe du monde 2022   | 3              | 0              | 1              | -             | -             | -             | 3             | 0             | 0             | 3              | 0              | 0              | 9     | 0     | 1     |
| 2023-2024             | Allemagne             | Euro 2024             | 3              | 0              | 0              | -             | -             | -             | -             | -             | -             | 3              | 0              | 0              | 6     | 0     | 0     |
| 2024-2025             | Allemagne             | -                     | -              | -              | -              | -             | -             | -             | 3             | 0             | 0             | -              | -              | -              | 3     | 0     | 0     |
| Total sur la carrière | Total sur la carrière | Total sur la carrière | 6              | 0              | 1              | 3             | 0             | 1             | 10            | 0             | 1             | 8              | 0              | 1              | 27    | 0     | 4     |